# Euproctis dichthas
Euproctis dichthas är en fjärilsart som beskrevs av Collenette 1949. Euproctis dichthas ingår i släktet Euproctis och familjen tofsspinnare. Inga underarter finns listade i Catalogue of Life.